# صنيحات (غيزانية)
صنيحات (بالفارسية: صحینات) هي قرية تقع في إيران في قسم غيزانية الريفي. يقدر عدد سكانها بـ 176 نسمة بحسب إحصاء 2016.